# Gerhard Frost

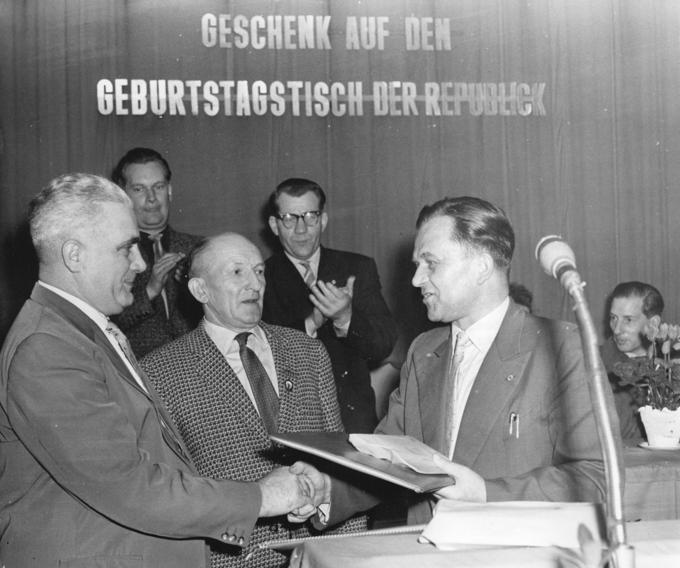
Gerhard Frost (rechts) bei einer Auszeichnung von Werktätigen in Thale (8. Oktober 1960)

Gerhard Frost (* 24. September 1920 in Deutsch Steine, Landkreis Ohlau, Niederschlesien; † 23. Januar 1988) war ein Politiker der SED, der unter anderem zwischen 1958 und 1968 Zweiter Sekretär der SED-Bezirksleitung im Bezirk Halle war.

## Leben
Frost, Sohn eines Schiffssteuermanns, absolvierte nach dem Besuch der Volksschule zwischen 1934 und 1937 eine Berufsausbildung zum Schlosser und war danach bis 1944 in diesem Beruf tätig. Er wurde während des Zweiten Weltkrieges 1944 zum Militärdienst in der Wehrmacht eingezogen und befand sich von April 1945 bis Dezember 1946 in Kriegsgefangenschaft in Italien, England sowie Westdeutschland.
Nach seiner Entlassung aus der Kriegsgefangenschaft arbeitete Frost von Januar 1947 bis März 1949 als Feuerwehrmann bei der Berufsfeuerwehr in der Lutherstadt Wittenberg und war dort von März 1949 bis November 1950 kommissarischer Leiter für Politkultur und schließlich Brandmeister bei der Volkspolizei. Im Januar 1947 trat er als Mitglied der SED bei und absolvierte 1950 zunächst einen Lehrgang an der SED-Landesparteischule in Sachsen-Anhalt und danach von 1950 bis 1953 einen Fernstudium an der Parteihochschule „Karl Marx“. Neben dem Studium war er zwischen November 1950 und März 1951 Sekretär der SED-Betriebsparteiorganisation der Stickstoffwerke Piesteritz und nach einer kurzzeitigen Tätigkeit als Kulturdirektor der ABUS, einem Betrieb für Ausrüstungen von Bergbau und Schwerindustrie in Dessau, zwischen August 1951 und Juni 1952 Zweiter Sekretär der SED-Kreisleitung der Buna-Werke.
Danach übernahm er 1952 die Funktion als Erster Sekretär der SED-Kreisleitung im Kreis Wittenberg und war von Juli 1953 bis März 1956 Erster Sekretär der SED-Kreisleitung der Buna-Werke, die 1954 zum VEB Chemische Werke Buna wurden. Auf dem IV. Parteitag der SED vom 30. März bis zum 6. April 1954 wurde er zum Kandidaten des ZK gewählt. 
Nach einem weiteren Studium an der Parteihochschule der KPdSU von 1956 bis 1957 fungierte Frost von 1957 bis 1958 als Erster Sekretär der SED-Kreisleitung des VEB Leuna-Werke „Walter Ulbricht“ (LWWU).  Auf dem V. Parteitag der SED vom 10. bis 16. Juli 1958 wurde er zum Mitglied des ZK gewählt und gehörte diesem bis zum X. Parteitag der SED vom 11. bis 26. April 1981 an. 1958 wurde er Zweiter Sekretär der SED-Bezirksleitung im Bezirk Halle und war als solcher bis 1968 Stellvertreter der dortigen Ersten Sekretäre der SED-Bezirksleitung Franz Bruk, Bernard Koenen und Horst Sindermann.
1968 begann er ein Studium an der Hochschule für Ökonomie Berlin (HfÖ) und schloss dieses 1969 als Diplom-Wirtschaftswissenschaftler ab. Im Anschluss wurde Frost als Nachfolger von Richard Eyermann 1969 Vorsitzender der SED-Bezirksparteikontrollkommission (BPKK) im Bezirk Magdeburg und verblieb zehn Jahre lang bis 1979 in dieser Funktion. Von Februar 1979 bis Februar 1981 war er nur noch einfaches Mitglied der SED-Bezirksleitung Magdeburg.
Frost starb im Alter von 67 Jahren und wurde auf dem Westfriedhof Magdeburg bestattet.

## Auszeichnungen
- 1979 Vaterländischer Verdienstorden in Gold
- 1985 Ehrenspange zum Vaterländischen Verdienstorden in Gold